# 親展
親展（しんてん）（英語: confidential letter; private）とは、封書において、宛名となっている本人が自分で封を切って読んでほしいという意味、またはそのような扱いのことである。
この「親」は、自分（本人）自らを意味する。

## 概要
郵便物は宛名本人の承諾の元、本人以外でも開封することができる。このため、企業によっては社員あての郵便物を事務職員が内容物を確認し、その後本人に渡すことがある。しかし親展の郵便物は本人しか開封できないので、開封せずに本人に渡す。
親展扱いとなる手紙としては、宛名本人のプライバシーに関わる書面（請求書や督促状や診断書）や、査定や評価を行う際の資料となる調査書などが挙げられる。
親展とされる手紙は普通、宛名本人以外の者に読まれないよう、中が透けて見えない封筒などに入れて厳封され、「親展」の外脇付が明示される。

## 利用例
また、一度でも封を切ると、開封されたことが分かるように、封の上から「緘」（かん）などの印を押したり、剥がすと跡が残るようなシールを用いたり、圧着して中身が読めないようにした葉書を用いたりする事もある。
このような工夫がされる手紙は、特に開封の事実があったかどうかが重要なものが多い。例えば、宛名本人以外の者が開封した場合は無効となる書面（入学試験の際の調査書や犯罪経歴証明書など）や開封によって効力が発生する物などである。
ヨーロッパなどでは「緘」などの代わりに蝋（シーリングワックス）を溶かして落とし、または金箔銀箔のシールを貼り、紋章の型（シーリングスタンプ）を捺して付ける場合もある。これを封蝋（ふうろう）という。ただし、封蝋を用いた郵便物が、郵便区分機を通された場合、封蝋が割れてしまうことが多いため、定形郵便物への使用は不向きであり、使用は使者を通じた書簡手渡しに限られる。

## 参考法令
- 『郵便法』（昭和22年12月12日法律第165号）
- 『郵便規則』（昭和22年12月29日逓信省令第34号）
- 『国際電子郵便の取扱いに関する省令』（昭和59年11月21日郵政省令第44号）